# Libre examen
Le libre examen est un principe qui prône le rejet de l'argument d'autorité en matière de savoir et la liberté de jugement, cette expression est le calque français de liberum examen qui fut par exemple la devise de l'université de Leyde : ad liberum examen. Cette notion est en particulier présente en Belgique.

## Dans le mouvement humaniste
Le « liberum examen » est une expression qui se trouve déjà dans les écrits d'Ange Politien : « libero examine, libera veritate fronte rem gessimus ».

## Dans le protestantisme
Le « liberum examen » fut par la suite principalement revendiqué par la pensée protestante et surtout par les Rémonstrants qui admettaient le libre examen en cas de doute, du moment qu'il ne s'opposait pas à l'ensemble de cette confession religieuse.
D'ailleurs, encore au XIXe siècle, les apologètes catholiques reprochaient au protestantisme cette notion de libre examen comme une de leurs vanités qui faisait que, dans l'interprétation des Écritures, ils n'écoutaient qu'eux-mêmes.

## Dans les anciennes universités
Le libre examen fut dès l'origine la base de l'enseignement et de la recherche dans la vieille Europe.
Certaines universités comme l'ancienne université de Louvain proposaient comme concours d'entrée le libre examen (« liberum examen ») d'une question donnée départageant les candidats selon leur intelligence et leur savoir.
Dès ses origines, l'université de Leyde s'est glorifiée du principe du libre examen, basée sur le message de Jésus qui demandait de juger non pas d'après le visage, mais d'après la vérité : « Vers le libre examen ! Nous glorifiant de cette devise qui nous est propre, nous réclamant du droit à la critique, nous avançons vers la libre recherche et la libre investigation ».

## Le libre examen selon l'université libre de Bruxelles
Cette notion donnée au libre examen dépassant le cadre traditionnel de la recherche scientifique se transforme ici en une conduite sociale se voulant combattante, impliquant même la destruction des idées d'autrui : « La tolérance n'est ni l'hésitation, ni la transaction sur les principes, ni la pusillanimité, ou l'équivoque dans leur expression, car à ce compte, elle consisterait à n'en point avoir ou à ne pas oser les dire… Elle n'impose pas à proprement parler le respect des opinions d'autrui : comment respecter ce qui est jugé faux, ce que l'on condamne, ce que l'on s'efforce de détruire ? Elle est le respect de la personne et de la liberté d'autrui. Elle consiste à affirmer ce que l'on tient pour vérité, en même temps que l'on reconnaît, à d'autres, le droit d'affirmer leurs erreurs, en même temps qu'en les combattant, on se refuse à recourir pour les vaincre à l'injure, à la violence, ou à la proscription. »

### Historique
L’histoire du principe du libre examen à l’université libre de Bruxelles entre 1834 et 1970 a été déterminée par des considérations religieuses, philosophiques, administratives et politiques. Elle a connu, entre 1834 et 1914, la fondation de l’université catholique de Louvain et la mobilisation de la franc-maçonnerie afin d’ériger un « contrepoids » universitaire, l’affaire Dwelshauvers (1890) et son différend méthodologique en psychologie, l’incident Reclus (1894) et l’ajournement du cours du géographe français et la mise en cause de l’administration de l’université à cette occasion, ainsi que le rôle de la franc-maçonnerie dans l’adoption officielle du principe du libre examen par l’université en 1894. La formulation officielle de l’article premier des statuts organiques de l’université libre de Bruxelles (10 juillet 1894) stipulait alors que : « L’enseignement de l’université a pour base le libre examen » .
Quant à l’article second, il stipulait que : 
« L’université fonde son organisation sur la démocratie interne, l’indépendance et l’autonomie. La démocratie interne postule la garantie de l’exercice des libertés fondamentales à l’intérieur de l’université et la vocation des corps constitutifs de la communauté universitaire de participer, avec pouvoir délibératif, à la gestion de l’université et au contrôle de cette gestion. » .
Ainsi, de nos jours, le libre examen à l’ULB postule donc officiellement, en toute matière, le « rejet de l’argument d’autorité et l’indépendance de jugement ». Et comme le souligna dès 1955 l’historien Jean Stengers (1922-2002) à propos des différentes tentatives de définir le libre examen, « nulle autorité académique n'a jamais essayé d'empêcher que le problème […] ne soit abordé en pleine lumière. Pareille attitude serait proprement impensable. L'université a inscrit à l’article premier de ses statuts que son enseignement « a pour principe le libre examen ». Il est clair – et elle s'en est toujours parfaitement rendu compte - qu'elle se renierait elle-même en n’autorisant pas ceux qui se réclament d'elle à examiner librement en premier lieu ce qu'est ce principe même. »